# Khamûl
Khamûl, Österns skugga är en nazgûl i J.R.R. Tolkiens Midgård. Han uppträder namnlös i Sagan om ringen, och namngiven i Sagor från Midgård, och är därmed den ende nazgûl som namngivits av Tolkien själv. Bland Tolkiens anteckningar fanns uppgiften att Khamûl efter häxmästaren var den som bäst kunde känna av ringen, men även att han var den mest känslige för dagsljus. Han var även en mycket ond kung över östringarna.